# Система керування вогнем

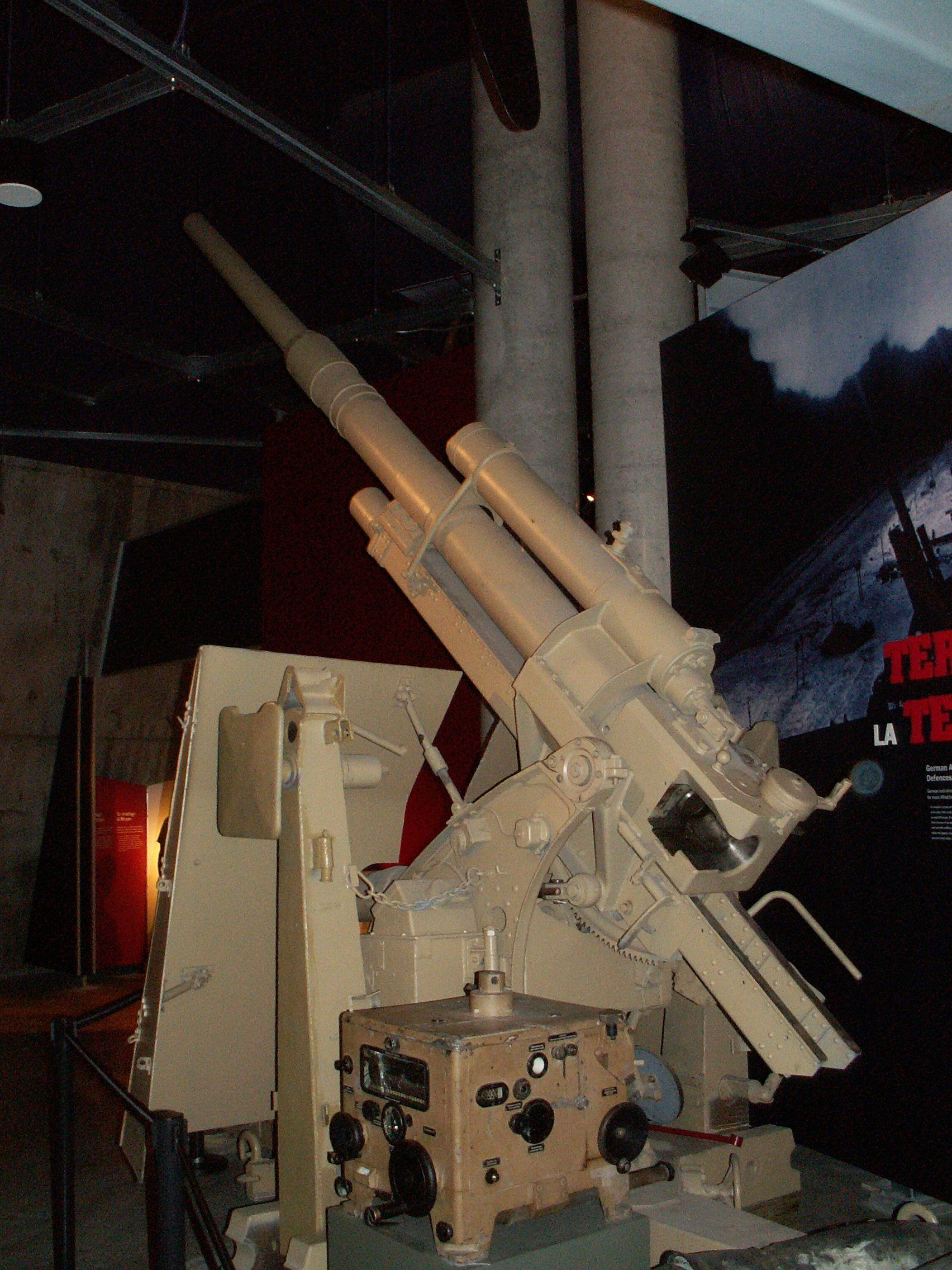
Німецька зенітна 88 мм гармата з електромеханічним предиктором часів Другої світової війни. У експозиції Канадського музею.

Систе́ма керува́ння вогне́м (СКВ) або система управління вогнем (СУВ), в англомовній термінології FCS (англ. Fire-control system) — автоматизована система, що об'єднує комплекс засобів вогневого ураження, приладів, датчиків і інших технічних засобів, що сукупно забезпечують пошук, виявлення і впізнання цілей; підготовку озброєння до стрільби, їх наведення та вирішення задачі ураження цілі.

## Огляд
Системи керування вогнем встановлюється на військових кораблях, підводних човнах, літаках, танках, САУ, комплексах ППО. В ролі датчиків часто використовуються сонари, радари, інфрачервоні виявителі, лазерні далекоміри, анемометри, флюгери, термометри. До складу СУВ також можуть входити приціли. Серед виконавчих пристроїв можна вказати стабілізатор озброєння, системи програмування і наведення керованої зброї.
На підвищення ефективності вогню з танків і БМП велике значення має оснащення їх досконалими системами керування вогнем (СКВ). Сучасні СКВ включають комбіновані (денні і нічні) оптичні приціли з тепловізійними камерами і вбудованими лазерними далекомірами, стабілізатори озброєння, балістичні обчислювачі і різні датчики умов, що дозволяють досить об'єктивно враховувати відмінність специфічних умов стрільби від нормальних. Всі сучасні танки і БМП мають дублюючі системи управління вогнем. На танках (наприклад, М1А2 і «Леклерк») встановлюються інформаційно-керуючі системи.

## Наземна техніка

### СРСР
У 1970-ті роки в СРСР розпочався перехід від окремих прицілів до систем керування вогнем навідника (СКВ), що мали включити до складу денного прицілу навідника балістичний обчислювач і датчики для стрільби при умовах, відмінних від нормальних. 1976 було прийнято на озброєння Т-64Б з цією системою, а 1978 його наслідував і Т-80Б. Ця система була призначена для навідника, командир танка все ще мав тільки прилад спостереження. За допомогою балістичного обчислювача вона забезпечувала обрахунок кутів прицілювання та бічного випередження залежно від дальності (в тому числі її зміни через рух самого танка), крену осі цапф гармати, бічного вітру, відносного переміщення цілі за час польоту снаряду. Також у склад системи входили органи керування ПТРК «Кобра», двоплощинний стабілізатор гармати та давачі вітру, швидкості, крену, курсового кута.
Наступним етапом після СКВ стали системи керування вогнем танка (СКВТ), що додавали до системи також нічний приціл та пристрій спостереження командира, раніше не пов'язані з СКВ. Тепер командир танка міг вести вогонь з основного озброєння самостійно. Цей принцип реалізовано на системах 1А38 та 1А45, створених для Т-80У та УД.

## Відео
- Про танковую СУО, на примере 1А33 на YouTube. Shawshank Redemption